# Kh-59 (ミサイル)

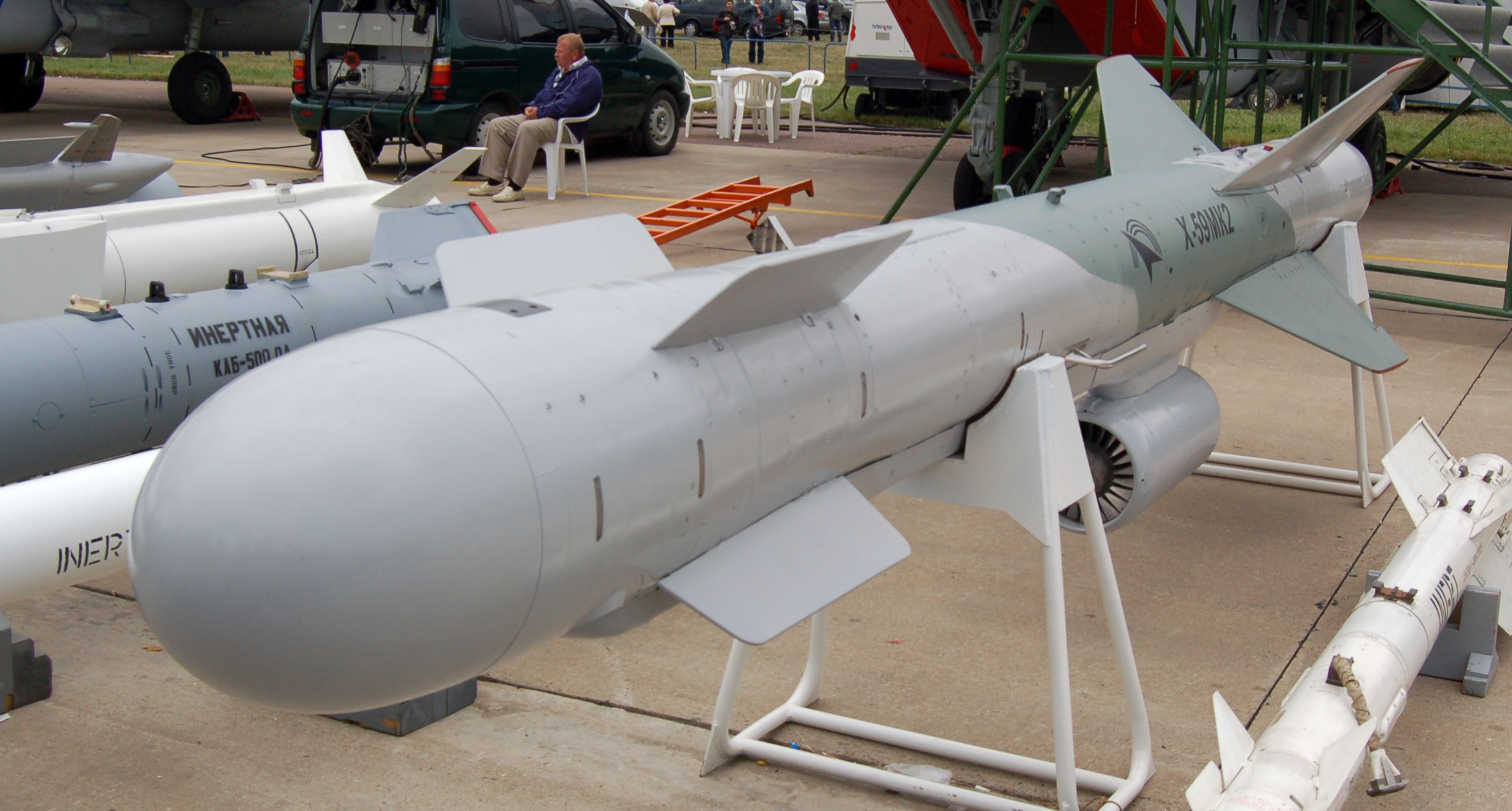
Kh-59MK2（MACS 2009）

Kh-59 オーヴォト（ロシア語: Х-59 «Овод»ハー・ピヂスャード・ヂェーヴャチ・オーヴァト）は、ソ連のラドゥガ設計局で開発された空中発射巡航ミサイル（空対地または空対艦ミサイル）である。類別的には長射程TVミサイルである。愛称の「オーヴォト」（Овод）は、ロシア語で「虻」のことである。北大西洋条約機構（NATO）の用いたNATOコードネームでは、AS-13「キングボルト」（Kingbolt）と呼ばれた。発展型としてKh-59M「オーヴォトM」（Х-59М «Овод-М»）があるが、これはKh-59「オーヴォト」の動力部を固体燃料ロケットからターボジェットに換装して射程を延伸したものである。米国のSLAMに射程は及ばない（射程110km）が、機能は非常に似ている。こちらには、AS-18「カズー」（Kazoo：「玩具の笛」の意）というNATOコードネームが割り当てられた。
なお、ロシア語の「Х」のラテン文字転写上の都合で、「Ch-59」や「H-59」などと紹介されることもある。但し、それらはそれぞれ「Ч-59」や「Г-59」と混同される恐れがあるので、このページでは混同の恐れの少ない「Kh-59」に統一することとする。

## 概要
Kh-59の開発はSLAMより古く1970年代には始まっていたと言われ、1987年に固体ロケット型のKh-59「オーヴォト」の配備が開始された。Kh-59は、1991年のドバイの兵器見本市で輸出型が公開された。
1980年代中盤には射程延伸版となるKh-59M「オーヴォトM」の開発が始まり、アメリカ空軍へのSLAM配備開始の5年前の1994年に実戦配備が開始された。
前身のKh-59自体が基本的に射程20kmの大弾頭ミサイルKh-27の射程の延伸版として計画され、320kg弾頭と誘導部と昼光TVシーカーがKh-29Tから流用された。直径はKh-29/Kh-59で共通だが弾体、推進部、高度計、画像/指令伝送データリンクは新規開発のようである。このTVシーカーは画像認識機能を持っているようでコックピット内のパイロットが12度x16度の視野を持つTV画像シーカーにより目標を選定するようになっており、TVシーカー視野はさらに2.1度x2.8度のズームアップも可能とのこと。発射されたKh-59/Kh-M59MはINSと高度計で陸上は高度100m海上は高度7mで飛行し、Kh-59のCEPは2-3m、Kh-59MのCEPは5-7m以内に収まっている。一般艦船大のRCSなら探知距離25kmのAPGS59ARHシーカー付バージョンのKh-59MKもあるという。なお、最近はKh-59MのTVシーカーは、Kh-29Dから流用した熱赤外線カメラに換装され、夜間･悪天候での運用性が向上しているという情報もある。
データリンク装置は新規開発で、Su-17/22、MiG-27、Su-24M、Su-25、Su-27/30にAPK-9データリンクポッドを搭載して運用する。Su-27/30に4発まで搭載可能である。中国にはSu-30MKK輸入とともに供与開始されたと言う。JH-7はKh-27の運用能力があるのは確実だが、Kh-59は2本携行できるという説と、運用できないという説がある。　
射程はKh-29が20km、Kh-59で40km、Kh-59Mで110kmである。
2021年7月には、ラドゥガ設計局から改良型のKh-59MKMが発表された。Kh-59MKMは硬化・地下目標への攻撃用に設計されており、従来型より大きい360キロ弾頭と遅延信管により最大3メートル厚の鉄筋コンクリートを買通可能とされている。
2022年ロシアのウクライナ侵攻で、ロシア連邦軍による対ウクライナ攻撃に実戦投入されている。

## 運用国
- アルジェリア - 2024年時点で、アルジェリア空軍がKh-59MEを保有[3]。
- 中国 - 2024年時点で、中国人民解放軍空軍がKh-59Mを保有[4]。
- インド - 2024年時点で、インド空軍がKh-59、Kh-59Mを保有[5]。
- インドネシア - 2024年時点で、インドネシア空軍がKh-59M、Kh-59Tを保有[6]。
- マレーシア - 2024年時点で、マレーシア空軍がKh-59Mを保有[7]。
- ロシア - 2024年時点で、ロシア海軍航空隊がKh-59、Kh-59Mを、ロシア空軍がKh-59、Kh-59Mを保有[8]。
- ベネズエラ - 2024年時点で、ベネズエラ空軍がKh-59Mを保有[9]。
- ベトナム - 2024年時点で、ベトナム空軍がKh-59Mを保有[10]。

## スペック

### Kh-59
- 全長：5.37m
- 直径：34cm
- 重量：850kg
- 翼幅：1.3m
- 誘導方式：画像+データ・リンク 慣性誘導
- 射程：約40km

### Kh-59M
- 全長：5.69m
- 直径：38cm
- 重量：920kg
- 翼幅：1.3m
- 誘導方式：画像+データ・リンク 慣性誘導
- 射程：約110km
- 単価：25万ドル